# Sally Singhateh
Sally Sadie Singhateh, née en 1977, est un poète et romancier gambien.

## Biographie
Sally Sadie Singhateh a commencé à écrire tout en travaillant comme stagiaire à la Fondation for Research on Women's Health, Productivity and the Environment (Bafrow). Elle a écrit plusieurs articles pour le magazine Voice of Young People, qui a été publié par Bafrow pour les jeunes lecteurs. En 1995, elle a remporté le Merit International Poetry Award.
Elle a obtenu un baccalauréat ès arts en communication et a ensuite poursuivi une maîtrise ès arts en littérature contemporaine à l'Université du Pays de Galles, Swansea. Vers 2008, elle a travaillé dans les relations publiques chez Bafrow, une organisation qui fait campagne contre la coupe génitale féminine en Gambie. En 2009, elle a rejoint le bureau gambien de l'UNESCO, travaillant également dans les relations publiques.

## Travaux

### Romans
- Christie's Crises  (1988)
- Baby Trouble (publié dans Nairobi)
- The Sun Will Soon Shine (Londres: Athena Press, 2004)